# Walentin Mundrow
Walentin Atanasow Mundrow (bułg. Валентин Атанасов Мундров; ur. 2 stycznia 1978) – bułgarski inżynier i urzędnik państwowy, od 2024 minister ds. e-administracji.

## Życiorys
Uzyskał magisterium z inżynierii przemysłowej na Uniwersytecie Technicznym w Sofii. Ukończył również studia z biznesu i zarządzania elektronicznego na Uniwersytecie Sofijskim im. św. Klemensa z Ochrydy. Zawodowo związany z branżą IT. Pracował jako ekspert w ministerstwie zdrowia i konsultant w NZOK, państwowym funduszu ubezpieczeń zdrowotnych. W latach 2013–2022 był dyrektorem w dyrekcji ds. integracji oprogramowania w „Informacionno obsłużwane”, instytucji dostarczającej usługi informatyczne dla administracji publicznej w Bułgarii.
W kwietniu 2024 objął urząd ministra ds. e-administracji w technicznym rządzie Dimityra Gławczewa. Pozostał na tym stanowisku również w utworzonym w sierpniu 2024 drugim gabinecie dotychczasowego premiera. Utrzymał tę funkcję także w powołanym w styczniu 2025 rządzie Rosena Żelazkowa (z rekomendacji partii GERB).